# Christian Träsch
Christian Träsch (n. 1 septembrie 1987, Ingolstadt, Germania de Vest) este un fotbalist german care joacă pe post de fundaș la clubul FC Ingolstadt.